# Andoni Goikoetxea Olaskoaga
Andoni Goikoetxea Olaskoaga (Alonsotegi, 23. svibnja 1956.), skraćeno "Goiko", je španjolski nogometaš u mirovini i sadašnji menadžer. 
Tijekom svoje karijere, agresivni središnji branič (nazvan "mesar iz Bilbaoa") igrao je uglavnom za Athletic Bilbao, također nakon i za Španjolsku i Euskadi XI. Među sljedbenicima njegova glavnog kluba bio je poznat kao "El Gigante de Alonsotegui" (div iz Alonsoteguia). 
Za Španolsku je nastupio 39 puta, a bio je sudionik jednog Svjetskog prvenstva i jednog Europskog prvenstva.